# اونسلبن
اونسلبن (به آلمانی: Unsleben) یک شهر در آلمان است که در رن-گرابفلد واقع شده‌است. اونسلبن ۹۱۹ نفر جمعیت دارد.